# Bring Your Daughter… to the Slaughter
«Bring Your Daughter… to the Slaughter» (с англ. — «Приведи свою дочь… на заклание») — двадцать первый сингл британской хеви-метал-группы Iron Maiden. Первая и пока (на 2024 год) единственная запись группы, которая смогла взять первое место в UK Singles Chart.

## О песне
«Bring Your Daughter… to the Slaughter» была записана как и весь альбом No Prayer for the Dying на Багамах в передвижной студии Стива Харриса летом 1990 года. Сингл реализовывался на нескольких носителях: CD-сингл, 7 и 12-дюймовых виниловых дисках (отличающимися наполением стороны «Б»), в виде иллюстрированной грампластинки, то есть диска, на поверхность которого был нанесён рисунок, а также — на кассете. Пластинка поступила в продажу за десять дней до выхода альбома.
Саму песню написал в 1989 году Брюс Дикинсон по просьбе Zomba Group для саундтрека фильма «Кошмар на улице Вязов 5: Дитя сна». Он написал её по собственному утверждению не больше, чем за три минуты и записал вместе с гитаристом Яником Герсом (через некоторое время ставшим гитаристом Iron Maiden). Дикинсон планировал включить песню в свой первый сольный альбом Tattooed Millionaire, но потом песню услышал Стив Харрис и посчитал, что она замечательно вписалась бы в творчество Iron Maiden и попросил автора оставить её для альбома группы. Летом 1990 года группа переписала песню для альбома.
По воспоминаниям певца, песня базируется на поэме Эндрю Марвелла «К стыдливой возлюбленной» (англ. To His Coy Mistress).
Я попытался подытожить то, о чём, по моему мнению, фильмы серии «Кошмар на улице Вязов». Все они о подростковых страхах перед менструальными болями. Вот что я думаю, это — глубоко внутри. Когда у молодой девушки впервые начинаются месячные, у неё идёт кровь, да ещё если это случилось ночью — она боится уснуть и это очень страшное время для неё, в том числе и в сексуальном плане, и «Кошмар на улице Вязов» нацелен на этот страх. Процесс потери девственности — вот что на самом-то деле кровопролитие в фильмах о Фредди. Это довольно неприятная мысль, стоящая за всем этим, но это то, что делает такие фильмы пугающими.
Оригинальный текст (англ.)Here I tried to sum up what I thought Nightmare on Elm Street movies are really about, and it’s all about adolescent fear of period pains. That’s what I think it is — deep down. When a young girl first gets her period she bleeds and it happens at night, and so she is afraid to go to sleep and it’s a very terrifying time for her, sexually as well, and Nightmare on Elm Street targets that fear. The real slaughter in the Freddie movies is when she loses her virginity. That is the rather nasty thought behind it all, but that’s what makes those kind of movies frightening
Оригинальная версия песни, саундтрек к фильму, в 1990 году завоевала «Золотую малину» в номинации «Худшая песня» 1989 года. По словам Дикинсона, сольный вариант существенно отличается от версии группы: «Аранжировка одна и та же, но моё исполнение более изящное, плавное что ли… Мэйден просто сделали это». Оригинальную версию песни можно услышать на сборнике The Best of Bruce Dickinson 2001 года.
Сингл собирались выпустить накануне Рождества, чтобы «напугать до смерти Клиффа Ричарда», который выпустил песню «Saviour’s Day». Одновременный выпуск привёл бы к конкуренции между песнями за звание песни № 1 на Рождество 1990 года, и выход в продажу отложили на неделю. 5 января 1991 года композиция заняла 1-е место в UK Singles Chart. При этом, сингл смог пробиться наверх даже несмотря на то, что BBC наложило полный запрет на ротацию сингла на Radio 1 и лишь показывало полутораминутную запись концертного выступления в Top of the Pops.
На песню снят видеоклип, содержащий кадры из фильма 1960 года «Город мёртвых».

## Сторона «Б» сингла
В зависимости от формата физического носителя, на стороне «Б» размещалась или одна или две песни. На всех видах семидюймовых синглов находилась кавер-версия песни «I’m a Mover» (с англ. — «Я — двигатель») группы Free.
На двенадцатидюймовых макси-синглах, на стороне «Б», наряду с «I’m a Mover», находилась также кавер-версия «Communication Breakdown» (с англ. — «Разрыв отношений») группы Led Zeppelin.

## Конверт
Конверт, как обычно для того времени Iron Maiden, иллюстрировал художник Дерек Риггс. На обложке изображён Эдди, обнимающий Джессику Раббит возле ночного клуба, где в это время проходит концерт Iron Maiden. Разламывая мостовую, из-под ног Эдди выбираются наружу разнообразные монстры. Из мусорного бака справа вылезает Оскар из «Улицы Сезам». Логотип самого художника находится на плече у Джессики Раббит в виде татуировки. По словам Дерека Риггса идея такого оформления альбома у него была давно, но он берёг её для концертного альбома. Однако по настоянию менеджера группа Рода Смоллвуда, идея была использована, причём театр, который должен был быть по замыслу художника, был заменён на ночной клуб. «Теперь он (менеджер) думает, что это всё было его идеей», — отмечает Дерек Риггс.

## Список композиций
Сторона «А»:
- «Bring Your Daughter… to the Slaughter» (Дикинсон) — 4:44

Сторона «Б»:
- «I’m a Mover» (Фрейзер/Роджерс) — 3:21
- «Communication Breakdown» (Пейдж/Бонэм/Джонс) — 2:41

## Релизы
| Песни                                                                     | Страна и год          | Каталожный номер  | Формат                     |
| ------------------------------------------------------------------------- | --------------------- | ----------------- | -------------------------- |
| Bring Your Daughter… to the Slaughter/I’m a Mover                         | Австралия 1990        | EMI 2552-7        | 7" сингл                   |
| Bring Your Daughter… to the Slaughter/I’m a Mover                         | Европейский союз 1990 | EMI 204171 7      | 7" сингл                   |
| Bring Your Daughter… to the Slaughter/I’m a Mover                         | Великобритания 1990   | EMI EMS 171       | 7" сингл                   |
| Bring Your Daughter… to the Slaughter/I’m a Mover/Communication Breakdown | Европейский союз 1990 | EMI 060 20 4171 6 | 12" макси-сингл            |
| Bring Your Daughter… to the Slaughter/I’m a Mover/Communication Breakdown | Великобритания 1990   | EMI 12 EMP 171    | 12" макси-сингл            |
| Bring Your Daughter… to the Slaughter/I’m a Mover                         | Великобритания 1990   | EMI EMPD 171      | 7" сингл (pictured)        |
| Bring Your Daughter… to the Slaughter/I’m a Mover/Communication Breakdown | Великобритания 1990   | EMI 12 EMPD 171   | 12" макси-сингл (pictured) |
| Bring Your Daughter… to the Slaughter/I’m a Mover/Communication Breakdown | Нидерланды 1990       | EMI CDEM 171      | CD-сингл                   |
| Bring Your Daughter… to the Slaughter/I’m a Mover/Communication Breakdown | Япония Promo 1990     | EMI TOCP-6572     | CD-сингл                   |
| Bring Your Daughter… to the Slaughter/I’m a Mover/Communication Breakdown | Япония 1990           | EMI TOCP-6572     | CD-сингл                   |
| Bring Your Daughter… to the Slaughter/I’m a Mover/Communication Breakdown | Великобритания 1990   | EMI EMS 171       | CD-сингл                   |
| Bring Your Daughter… to the Slaughter/I’m a Mover/Communication Breakdown | США Promo 1990        | EMI Epic ESK 4007 | CD-сингл                   |
| Bring Your Daughter… to the Slaughter/I’m a Mover                         | Великобритания 1990   | EMI TCEM 171      | Компакт-кассета            |

## Участники записи
Iron Maiden:
- Брюс Дикинсон — вокал
- Стив Харрис — бас
- Яник Герс — гитара
- Дейв Мюррей — гитара
- Нико МакБрэйн — ударные

Технический персонал:
- Мартин Бёрч — музыкальный продюсер, звукооператор, микширование
- Дерек Риггс — художественное оформление конверта
- Росс Халфин[англ.] — фотография

## Позиции в хит-парадах
| Год                                          | Чарт | Высшая позиция | Пребывание в чарте |
| -------------------------------------------- | ---- | -------------- | ------------------ |
| 1991                                         |      |                |                    |
| Великобритания (The Official Charts Company) | 1    | 5 недель       |                    |
| Ирландия (IRMA)                              | 6    | 3 недели       |                    |
| Нидерланды (Single Top 100)                  | 17   | 10 недель      |                    |
| Новая Зеландия (Recorded Music NZ)           | 47   | 1 неделя       |                    |
| Финляндия (Suomen virallinen lista)          | 1    | нет данных     |                    |
| Швейцария (Swiss Singles Chart)              | 19   | 3 недели       |                    |